# Île Grande de Gurupa
L’île Grande de Gurupá, en portugais Ilha Grande de Gurupá, est la deuxième plus grande île fluviale du delta de l'Amazone. Elle se trouve dans l’État brésilien de Pará, à l'ouest de Marajó et près de la confluence de l'Amazone avec le Rio Xingu. L'île couvre une superficie de 4 864 km2.